# Margarita Ortega
Margarita Ortega (ur. 20 czerwca 1971 w Cali) – kolumbijska aktorka.
W Polsce znana z ról z telenoweli Bezwstydnice (2007). Na jej planie poznała Javiera Gomeza i nawiązała z nim romans.

## Filmografia
- "El fantasma del Gran Hotel" (2009) .... Adriana Toro
- "Tiempo final"(2008) .... Jésica
- "La quiero a morir" (2008) .... Viviana Mondragón
- "Sin vergüenza" (Bezwstydnice) (2007).... Fernanda Montes
- "Siete veces Amada" (2002).... Roberta/Roberto
- Bolívar soy yo! (2002) .... Prezenterka TV
- "Amor a Mil" (2001) .... Magnolia Guzman
- "Más que amor, frenesí" (2001) .... María Patricia Mendoza
- "Luzbel esta de visita" (2001) .... Karen Franco
- Doble moral (2000)) .... Carolina Suarez
- "Marido y mujer" (1999) .... Monica de Mendez
- "Dios se lo pague" (1997) .... Maria/Nancy
- "Las aguas mansas" (1994) .... Sofía Elizondo
- "Detras de un ángel" (1993) .... Karen Sinisterra